# Starobilsk
Starobilsk (ukrajinsky Старобільськ, do roku 1933 ukrajinsky Старобільське – Starobilske; rusky Старобельск – Starobelsk) je město v Luhanské oblasti na Ukrajině. Leží na řece Ajdaru ve vzdálenosti 85 kilometrů na severozápad od Luhansku, hlavního města oblasti. V roce 2013 žilo ve Starobilsku přes osmnáct tisíc obyvatel.

## Dějiny
Oficiálně byl Starobilsk založen v roce 1686 jako Belskij (rusky Бельский). V roce 1730 byl nově pojmenován Staraja Belaja (ukrajinsky Старая Белая) a v roce 1797 Starobelsk.
Ve čtyřicátých letech dvacátého století byl Starobilsku zajatecký tábor. Podle rozkazu Lavrentije Beriji z NKVD z 3. října 1939 zde bylo umístěno zhruba 3900 polských vojenských zajatců, znichž pak byla většina koncem března 1940 zavražděna v rámci Katyňského masakru.